# فراتر از احیاگر
فراتر از احیاگر (انگلیسی: Beyond Re-Animator) یک فیلم ترسناک به کارگردانی برایان یوزنا است که در سال ۲۰۰۳ منتشر شد.

## گزیدهٔ بازیگران
- جفری کمبس
- جیسون باری
- السا پاتاکی
- انریکه آرسه
- نیکو بائیشاس
- لولو اِرِرو
- راکل گریبلر
- سیمون آندرئو
- سانتیاگو سگورا